# 나베시마 가쓰시게
나베시마 가쓰시게(일본어: 鍋島勝茂, 덴쇼 8년 음력 10월 28일(1580년 12월 4일) ~ 메이레키 3년 음력 3월 24일(1657년 5월 7일))는 아즈치모모야마 시대부터 에도 시대 전기까지의 무장, 다이묘이다. 히젠 사가번 초대 번주. 류조지씨(다카노부) 중신 나베시마 나오시게의 장남.

## 족보
- 부친 : 나베시마 나오시게 (1538 ~ 1618)
- 모친 : 히다이인(陽泰院, 1541 ~ 1629) - 히코카쿠(彦鶴), 후지(藤), 이시이 쓰네노부(石井常延)의 둘째 딸
- 양부 : 에가미 이에타네 (생년 미상 ~ 1593)
- 정실 : 도다 가쓰타카의 딸
- 계실 : 다카겐인(高源院, 1588 ~ 1661) - 기쿠히메, 도쿠가와 이에야스의 양녀 오카베 나가모리(岡部長盛)의 딸
- 여자 : 이치히메 - 우에스기 사다카쓰의 정실
- 여자 : 쓰루(鶴) - 덴세이인, 다쿠 시게토키의 정실
- 남자 : 만치요(満千代) - 소세에(早世)
- 둘째 아들 : 나베시마 다다나오(1613 ~ 1635)
- 3남 : 나베시마 나오즈미 (1616 ~ 1669) - 하스이케번조
- 여자 : 다카라조인 - 이사하야 시게루 실
- 넷째 아들 : 나베시마 나오히로 (1618 ~ 1661) - 나리토미 시게야스의 양자, 시라이시 나베시마 카소(白石鍋島家祖)
- 여자 : 구마시로 쓰네리 실
- 다섯째 아들 : 나베시마 나오토모 (1622 ~ 1709) - 나베시마 마사시게의 양자
- 여자 : 에이슌인덴(永春院殿) - 마쓰다이라 다다후사의 정실
- 6남 : 교코(卿公)
- 여자 : 나베시마 모토시게의 양녀 - 나베시마 나오히로 실
- 7남 : 구마시로 나오나가 - 가와쿠보 진다이(川久保神代) 가
- 측실 : 고죠씨(小城氏), 하나(花), 고니시 산에몬의 딸, 이와
- 실 : 즈이마사인(瑞昌院) - 정실의 시녀
- 장남 : 나베시마 모토시게 (1602 ~ 1654)
- 측실 : 고시로씨(小代氏)
- 남자 : 초요(超誉)
- 양자
  - 나베시마 미쓰시게 (1632 ~ 1700) - 나베시마 다다나오의 장남
  - 여자 : 히코미야 - 나베시마 쓰네사다의 정실, 이사하야 나오타카의 딸

## 같이 보기
- 묘호 무라마사: 나베시마 가쓰시게의 애도(愛刀) (무라 마사사쿠, 중요 미술품)